# Kij Johnson
Kij Johnson (Iowa, 1960. január 20. –) amerikai sci-fi-szerző.

## Munkássága
Első műve, a Roadkill 1988-ban jelent meg. 2006-ban írta első regényét Greg Coxszal közösen. Legismertebb műve a Theodore Sturgeon-emlékdíjas Fox Magic.

### Művei
- The Fox Woman. New York: Tor Books, 2000. Print and ebook.
  - Kicune; fordította: Ambrus Kata; Torii, Budapest., 2007
- The Dream-Quest of Vellitt Boe. New York: Tor Books, 2016. Print and ebook.
  - Vellitt Boe álom-utazása; fordította: Acsai Roland; Fumax, Budapest, 2018

## Díjak, nevezések
- 2007 Nebula-díjas novellák: The Evolution of Trickster Stories Among the Dogs Of North Park After the Change jelölt
- 2008 Nebula-díjas kisnovellák: 26 Monkeys, Also the Abyss (26 majom, no meg a pokol) jelölt
- 1994 Theodore Sturgeon-emlékdíj Fox Magic
- 2004 World Fantasy díj a legjobb regényért Fudoki
- 2009 Nebula-díjas kisnovellák: Spar (Árbóc) díjnyertes